# Anthophora eustatiensis
Anthophora eustatiensis là một loài Hymenoptera trong họ Apidae. Loài này được Brooks mô tả khoa học năm 1999.